# Henry W. Ellsworth
Henry W. Ellsworth (ur. 1814, zm. 1864) – poeta amerykański. Urodził się 14 maja 1814 w miejscowości Windsor w stanie Connecticut. Jego rodzicami byli Henry Leavitt Ellsworth i Nancy Ellen Goodrich Ellsworth. Był przedstawicielem dyplomatycznym USA w Szwecji i Norwegii. Zmarł 14 sierpnia 1864 w New Haven w Connecticut. Został pochowany na Greenbush Cemetery w miejscowości Lafayette w Tippecanoe County w stanie Indiana. Jego najpopularniejszym wierszem jest utwór Lines to an Absent Wife.